# 江口徹
江口 徹（えぐち とおる、1948年2月19日 - 2019年1月30日）は、日本の素粒子物理学研究者。重力理論、ゲージ理論、超弦理論などで知られる。東京大学名誉教授。京都大学基礎物理学研究所元所長。

## 来歴
茨城県土浦市生まれ。1970年3月、東京大学理学部卒業。1975年、東京大学大学院理学系研究科博士課程修了。「Duality constraints and the baryon spectrum（二重性の制約と重粒子スペクトル）」で博士号取得。シカゴ大学とスタンフォード大学線形加速器センターで博士研究員を務める。1978年シカゴ大学助教授、1981年東京大学理学部助教授。1991年、東京大学理学部教授。2007年、京都大学基礎物理学研究所所長。2008年東京大学名誉教授。
2009年「数理物理学的な手法による素粒子論の研究」により恩賜賞・日本学士院賞を受賞。2012年、立教大学理学研究科特任教授。2019年1月30日、心不全のため死去。

## 著書
- 『岩波講座 物理の世界 素粒子と時空〈5〉素粒子の超弦理論』（岩波書店 2005年）ISBN 978-4000111454
- 『数理物理 私の研究（シュプリンガー量子数理シリーズ）』（丸善出版 2012年）ISBN 978-4621065020
- 『共形場理論』（岩波書店 2015年）ISBN 978-4000052498